# Linderter und Stamstorfer Holz
Das Linderter und Stamstorfer Holz ist ein Waldstück in der niedersächsischen Region Hannover. Das 105 ha große Gebiet im Grenzbereich des Hemminger Stadtteils Hiddestorf, des Ronnenberger Stadtteils Linderte und des Springer Stadtteils Lüdersen ist als FFH-Gebiet gemeldet und somit geschützt.

## Geographie

### Lage
Das Linderter und Stamstorfer Holz liegt im flachen Calenberger Land. Südwestlich beginnt nach dem Wolfsberg und Süllberg mit dem Deister das Calenberger Bergland. Das Waldstück liegt östlich der Trasse der Bahnstrecke Hannover–Altenbeken zwischen Linderte und Lüdersen und wird von der Straßenverbindung (L389 und K227) zwischen diesen Orten östlich umfahren. Das im Südostteil von einigen Weideflächen durchsetzte, großteils bewaldete Gelände wird durch die Arnumer Landwehr und dieser zufließende Gräben zur Alten Leine entwässert.

### Naturräumliche Zuordnung
Das Gebiet liegt in der naturräumlichen Haupteinheitengruppe Niedersächsische Börden (Nr. 52), in der Haupteinheit Calenberger Lößbörde (521) und in der Untereinheit Hannoversche Börde (521.0).

## Beschreibung
Auf feuchtem, mit Bächen und Tümpeln durchsetztem, basenreichem Boden steht Eichen- und Hainbuchenwald mit Vorkommen von Eschen und Pappeln. In der Beschreibung durch den Niedersächsischen Landesbetrieb für Wasserwirtschaft, Küsten- und Naturschutz werden repräsentative Vorkommen feuchter Sternmieren-Eichen-Hainbuchenwälder und Waldmeister-Buchenwälder hervorgehoben.
Das Linderter und Stamstorfer Holz gilt als eines der 30 Gebiete in Niedersachsen mit besonderer Bedeutung für den Kammmolch. Die weitgehende Isoliertheit von anderen Vorkommen dieser Art bedeutet eine erhöhte Gefährdung des Bestands.

## Schutz
Das Linderter und Stamstorfer Holz  gehört zum Netz von europäischen Schutzgebieten Natura 2000. Da alle Länder der Europäischen Union verpflichtet sind, die sogenannten Fauna-Flora-Habitat (FFH)-Gebiete als Naturschutzgebiete auszuweisen, wurde das Linderter und Stamstorfer Holz zum 9. August 2019 zum Naturschutzgebiet. Zugleich trat für die betroffenen Flächen die bisherige Ausweisung als Landschaftsschutzgebiet außer Kraft.

### Naturschutzgebiet
Die Fläche des Naturschutzgebiets ist identisch mit der des bestehenden FFH-Gebiets.

### Landschaftsschutzgebiet (bis 2019)
Im Linderter und Stamstorfer Holz grenzten zwei Landschaftsschutzgebiete aneinander. Der Großteil des Waldstücks lag auf Hemminger und Ronnenberger Boden im Landschaftsschutzgebiet Landwehr – Süllberg (LSG H 00022), der Südwestteil lag im Landschaftsschutzgebiet Süddeister (LSG H 00030) auf Springer Boden.
Vorgesehene Schutzmaßnahmen waren die Extensivierung der Grünlandbewirtschaftung und eine den Boden schonende forstliche Bewirtschaftung samt der Förderung von Alt- und Totholzvorkommen. Weitere Maßnahmen dienten der Wiederherstellung eines natürlichen Wasserhaushalts durch Verschluss von Entwässerungsgräben und Anlage von Kleingewässern.
Ziele dieser Schutzmaßnahmen waren der Erhalt und die Entwicklung des naturnahen Laubwalds, die Sicherung und Entwicklung der Laichgewässer von Amphibien und der Erhalt und die Entwicklung von extensiven Grünlandflächen als Lebensraum gefährdeter Arten, insbesondere von Tagfaltern.

### FFH-Gebiet
Das Linderter und Stamstorfer Holz ist eines von 27 an die Europäische Union gemeldeten FFH-Gebieten in der Region Hannover. Auf Springer Gebiet liegen mit dem Hallerbruch, dem Höhlengebiet im Kleinen Deister sowie Teilen von Süntel, Wesergebirge, Deister und Hallerburger Holz weitere FFH-Gebiete. In Ronnenberg existiert mit der Binnensalzstelle am Kaliwerk Ronnenberg noch ein weiteres FFH-Gebiet. Auf Hemminger Gebiet liegen noch Teile des FFH-Gebiets Leineaue zwischen Hannover und Ruthe.